# Bojdaty
Bojdaty (biał. Бойдаты; ros. Бойдаты) – wieś na Białorusi, w obwodzie grodzieńskim, w rejonie wołkowyskim, w sielsowiecie Roś.
W dwudziestoleciu międzywojennym leżały w Polsce, w województwie białostockim, w powiecie wołkowyskim, w gminie Tereszki.
Urodził tu się białoruski działacz niepodległościowy Józef Najdziuk.